# Нова Миколаївка (Ізюмський район)
Нова́ Микола́ївка — село в Україні, у Барвінківській міській громаді Ізюмського району Харківської області. Населення становить 760 осіб. До 2020 орган місцевого самоврядування — Новомиколаївська сільська рада.

## Географія
Село Нова Миколаївка знаходиться на правому березі річки Бритай, русло якої частково використовується для каналу Дніпро-Донбас, на сході 2 озера, на протилежному березі знаходиться село Стара Семенівка, на заході за 2 км знаходиться село Мечебилове. Поруч проходить автомобільна дорога Р79.

## Історія
- 1927 — радянська дата заснування села. Імовірно, пов'язана з колективізацією і утворенням колгоспів. Насправді село Ново-Миколаївка існує щонайменше з другої половини ХІХ століття.  Позначене на триверстових картах Російської Імперії другої половини ХІХ ст.
- Село постраждало внаслідок геноциду українського народу, проведеного урядом СССР в 1932—1933 роках, кількість встановлених жертв в Новій Миколаївці та Червоному Лимані — 209 людей[1].
- 12 червня 2020 року, відповідно до Розпорядження Кабінету Міністрів України  № 725-р «Про визначення адміністративних центрів та затвердження територій територіальних громад Харківської області», увійшло до складу Барвінківської міської територіальної громади[2].
- 19 липня 2020 року, в результаті адміністративно-територіальної реформи та ліквідації Барвінківського району, село увійшло до складу Ізюмського району[3].

## Населення

### Мова
Розподіл населення за рідною мовою за даними перепису 2001 року:
| Мова       | Кількість | Відсоток |
| ---------- | --------- | -------- |
| українська | 726       | 95.53%   |
| російська  | 34        | 4.47%    |
| Усього     | 760       | 100%     |

## Економіка
- В селі є кілька молочнотоварних ферм.

## Культура
- Школа

## Видатні люди
- Копань Володимир Павлович — учений-селекціонер, доктор сільськогосподарських наук, автор більше ніж 176 сортів яблунь, груш, чорної смородини, порічок, аґрусу, суниць, із яких 56 занесені до Державного реєстру сортів рослин України.

## Пам'ятки
- Орнітологічний заказник місцевого значення «Бритай». Площа 158,0 га. Водно-болотні угіддя на правобережній заливній терасі річки Бритай відрізняється значним авіфауністичною різноманітністю. В заказнику представлені гідрофільний, луговий і степовий орнітокомплекс з безліччю рідкісних видів, занесених до Європейського Червоного списку, Червоної книги України, Червоного списку Харківської області. Територія заказника є важливим місцем зупинки для відпочинку та харчування під час міграцій птахів водно-болотного комплексу (гуси, лебеді, качкки, лелеки, пастушкові, чаплі, мартини, крячки, кулики) в степовій зоні Харківщини.[5]